# Circondario di Macina
Il circondario di Macina è un circondario del Mali facente parte della regione di Ségou. Il capoluogo è Macina.

## Geografia antropica

### Suddivisioni amministrative
Il circondario di Macina è suddiviso in 11 comuni:
- Bokywere
- Folomana
- Kokry Centre
- Kolongo
- Macina
- Matomo
- Monimpebougou
- Saloba
- Sana
- Souleye
- Tongué